# Нагорода імені Ґрейс Мюррей Гоппер
Нагоро́да і́мені Ґрейс Мю́ррей Го́ппер (англ. Grace Murray Hopper Award) — щорічна нагорода, яку присуджують молодому (до 35 років) фахівцю, який зробив значний внесок у галузі обчислювальної техніки. Лауреат нагороди отримує грошовий приз у сумі $35 000. Фінансову підтримку надає корпорація Microsoft. 
Нагороду імені Ґрейс Мюррей Гоппер заснувала Асоціація обчислювальних машин (Association for Computing Machinery, ACM) ще у 1971 році на вшанування Ґрейс Гоппер американської жінки-науковця в галузі комп'ютерних наук. Це не єдина відзнака, що має таке ім'я. Після смерті Ґрейс Гоппер у 1992-му, ще низка нагород отримала її ім'я.

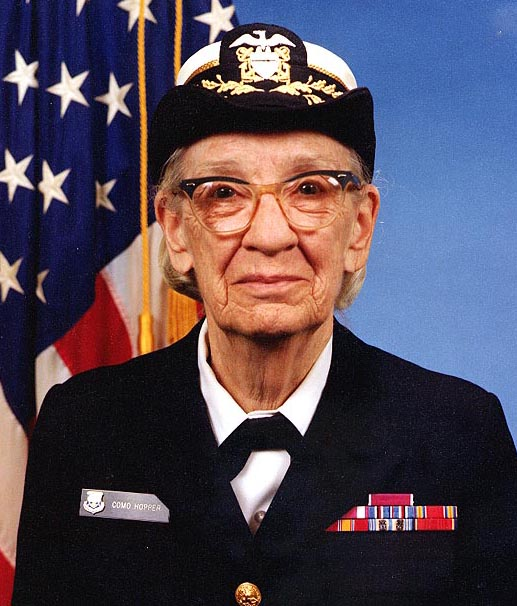
Ґрейс Гоппер (1984)

## Лауреати премії
| Рік  | Лауреат                                 | Обгрунтування нагороди |
| ---- | --------------------------------------- | --- |
| 1971 | Дональд Ервін Кнут                      | За розробку та впровадження розмітки TEX а також інноваційного інструментарію для комп'ютерного формування документів високої типографської якості Оригінальний текст (англ.) [For the design and implementation of TEX, an innovative tool for the computer composition of documents of high typographical quality] Помилка: [undefined] Помилка: {{Lang}}: немає тексту (допомога): не вказано код мови (допомога) |
| 1972 | Пол Дірксен (Paul H. Dirksen) Пол Кресс | За створення компілятора WATFOR, першого представника потужного нового сімейства засобів діагностування та навчального програмування Оригінальний текст (англ.) [For the creation of WATFOR Compiler, the first member of a powerful new family of diagnostic and educational programming tools] Помилка: [undefined] Помилка: {{Lang}}: немає тексту (допомога): не вказано код мови (допомога) |
| 1973 | Лоуренс Брід Річард Латвелл Роджер Мур  | За внесок у розробку та впровадженні APL/360, встановлення нових стандартів простоти, ефективності, надійності та часу реакції для інтерактивних систем Оригінальний текст (англ.) [For their work in the design and implementation of APL/360, setting new standards in simplicity, efficiency, reliability and response time for interactive systems] Помилка: [undefined] Помилка: {{Lang}}: немає тексту (допомога): не вказано код мови (допомога) |
| 1974 | Джордж Н. Бейрд                         | За розвиток та запровадження системи валідації роботи компілятора COBOL для потреб ВМФ США Оригінальний текст (англ.) [For his successful development and implementation of the Navy's COBOL Compiler Validation System] Помилка: [undefined] Помилка: {{Lang}}: немає тексту (допомога): не вказано код мови (допомога) |
| 1975 | Аллен Шерр                              | За піонерські дослідження у кількісному аналізі продуктивності комп'ютера Оригінальний текст (англ.) [For his pioneering study in quantitative computer performance analysis] Помилка: [undefined] Помилка: {{Lang}}: немає тексту (допомога): не вказано код мови (допомога) |
| 1976 | Едвард Ганс Шортліфф                    | За піонерські дослідження, які втілені у програмі MYCIN. MYCIN — це програма для взаємодії з лікарями щодо діагностування та лікування інфекцій. Створюючи MYCIN, Шортліфф використав свою медичну освіту в поєднанні з дослідженнями в галузі проєктування баз знань, для створення інтегрованого пакету, який для лікарів-експертів можна було легко використовувати та розширювати. Робота Шортліффа лягла в основу дослідницької програми, яку підтримує NIH, і її широко вивчали та застосовували для роботи з базами знань в інших галузях Оригінальний текст (англ.) [For his pioneering research which is embodied in the MYCIN program. MYCIN is a program which consults with physicians about the diagnosis and treatment of infections. In creating MYCIN, Shortliffe employed his background of medicine, together with his research in knowledge-based systems design, to produce an integrated package which is easy for expert physicians to use and extend. Shortliffe's work formed the basis for a research program supported by NIH, and has been widely studied and drawn upon by others in the field of knowledge-based systems] Помилка: [undefined] Помилка: {{Lang}}: немає тексту (допомога): не вказано код мови (допомога) |
| 1977 | не присуджували                         | не присуджували |
| 1978 | Реймонд Курцвейл                        | За розробку унікальної машини читання для незрячих — комп'ютерного пристрою, який читає друковані сторінки вголос. Машина Курцвейла — це 80-фунтовий пристрій, який сканує та оцифровує друковану сторінку та на базі вбудованого комп'ютера озвучує текст з використанням синтетичного мовлення. Машина не була б можливою без чергового досягнення Курцвейла, тобто набору правил, втілених у програмному забезпеченні міні-комп'ютерів, за допомогою яких надійно та автоматично розпізнаються друковані символи найрізноманітніших розмірів і форм. Оригінальний текст (англ.) [For his development of a unique reading machine for the blind, a computer-based device that reads printed pages aloud. The Kurzweil machine is an 80-pound device that shoots a beam of light across each printed page, converts the reflected light across each printed page, converts the reflected light into digital data that is analyzed by its built-in computer, and then transformed into synthetic speech. It is expected to make reading of all printed material possible for blind people, whose reading was previously limited to material translated into Braille. The machine would not have been possible without another achievement by Kurzweil, that is, a set of rules embodied in the mini-computer program by which printed characters of a wide variety of sizes and shapes are reliably and automatically recognized] Помилка: [undefined] Помилка: {{Lang}}: немає тексту (допомога): не вказано код мови (допомога) |
| 1979 | Стів Возняк                             | За чималий внесок у швидко зростаючу сферу персональних комп'ютерів і, зокрема, в апаратне та програмне забезпечення комп'ютера Apple Оригінальний текст (англ.) [For his many contributions to the rapidly growing field of personal computing and, in particular, to the hardware and software for the Apple Computer] Помилка: [undefined] Помилка: {{Lang}}: немає тексту (допомога): не вказано код мови (допомога) |
| 1980 | Роберт Меткалф                          | За роботу з розвитку локальних мереж, зокрема Ethernet-технологій Оригінальний текст (англ.) [For his work in the development of local networks, specifically the Ethernet] Помилка: [undefined] Помилка: {{Lang}}: немає тексту (допомога): не вказано код мови (допомога) |
| 1981 | Даніель Сінгер Бріклін                  | За внесок у розробку VisiCalc, першого табличного процесора для персональних комп'ютерів Оригінальний текст (англ.) [For his contributions to personal computing and, in particular, to the design of VisCalc. Brickin's efforts in the development of the "Visual Calculator" provide "the excellence and elegance that ACM seeks to sustain through such activities as the Awards program] Помилка: [undefined] Помилка: {{Lang}}: немає тексту (допомога): не вказано код мови (допомога) |
| 1982 | Браян Рейд                              | За внесок у сферу комп'ютеризованих систем створення та набору тексту, зокрема мову розмітки «Scribe», яка стала значним успіхом у цій галузі. Продукт втілив декілька нововведень, заснованих на дослідженнях інформатики у створенні мови програмування, базах знань, комп'ютерній обробці документів та друкові. Вплив «Scribe» був значним завдяки чудовій документації та зусиллям Рейда, прикладених для поширенню системи Оригінальний текст (англ.) [For his contributions in the area of computerized text-production and typesetting systems, specifically Scribe which represents a major advance in this area. It embodies several innovations based on computer science research in programming language design, knowledge-based systems, computer document processing, and typography. The impact of Scribe has been substantial due to the excellent documentation and Reid's efforts to spread the system.] Помилка: [undefined] Помилка: {{Lang}}: немає тексту (допомога): не вказано код мови (допомога) |
| 1983 | не присуджували                         | не присуджували |
| 1984 | Деніел Генрі Голмс Інгаллс              | За початковий внесок в об'єктно-орієнтовані мови програмування та пов'язані з ними методи програмування. Теорії мов та систем розробки, знані як «Smalltalk», поклали початок дослідженням нових програмних методологій, графічних дизайнів користувацького інтерфейсу та форм онлайн-допомоги процесу розробки програмного забезпечення Оригінальний текст (англ.) [For seminal contributions to object-oriented programming languages and related programming techniques. The theories of languages and development systems known as "Smalltalk" laid the foundation for explorations in new software methodologies, graphical user interface designs, and forms of on-line assistance to the software development process] Помилка: [undefined] Помилка: {{Lang}}: немає тексту (допомога): не вказано код мови (допомога) |
| 1985 | Корделл Грін                            | За встановлення декількох ключових аспектів теоретичної основи логічного програмування та доведення теореми роздільної здатності підтвердження виконання завдання програмування шляхом отримання результату, що обчислюється комп'ютерною програмою. За створення конструктивної методики та за представлення ефективного методу побудови відповіді; ці внески забезпечили теоретичну основу для мови програмування Пролог та логічного програмування Оригінальний текст (англ.) [For establishing several key aspects of the theoretical basis for logic programming and providing a resolution theorem prover to carry out a programming task by constructing the result which the computer program is to compute. For proving the constructive technique correct and for presenting an effective method for constructing the answer; these contributions providing an early theoretical basis for Prolog and logic programming] Помилка: [undefined] Помилка: {{Lang}}: немає тексту (допомога): не вказано код мови (допомога) |
| 1986 | Білл Джой                               | За роботу над операційною системою Berkeley UNIX у ролі конструктора, інтегратора та реалізатора багатьох її вдосконалених функцій, включаючи роботу з віртуальною пам'яттю, оболонку C-shell, редактор vi Screen та мережеві можливості Оригінальний текст (англ.) [For his work on the Berkeley UNIX Operating System as a designer, integrator, and implementor of many of its advanced features including Virtual Memory, the C-shell, the vi Screen editor, and Networking] Помилка: [undefined] Помилка: {{Lang}}: немає тексту (допомога): не вказано код мови (допомога) |
| 1987 | Джон Остерхут                           | За внесок у дуже масштабну інтегральну схему комп'ютерного проєктування. Його системи, «Caesar» і «Magic», продемонстрували, що ефективні системи САПР не обов'язково повинні бути дорогими, важкими для освоєння чи повільними Оригінальний текст (англ.) [For his contribution to very large scale integrated circuit computer aided design. His systems, Caesar and Magic, have demonstrated that effective CAD systems need not be expensive, hard to learn, or slow] Помилка: [undefined] Помилка: {{Lang}}: немає тексту (допомога): не вказано код мови (допомога) |
| 1988 | Гай Льюїс Стіл                          | За загальний внесок у розвиток мов програмування високого рівня для обробки символьних даних, переважно для просування лексичного сприйняття у мові LISP Оригінальний текст (англ.) [For his general contributions to the development of Higher Order Symbolic Programming, principally for his advancement of lexical scoping in LISP] Помилка: [undefined] Помилка: {{Lang}}: немає тексту (допомога): не вказано код мови (допомога) |
| 1989 | Вільям Деніел Гілліс                    | За його основні дослідження алгоритмів паралельних даних, а також за розробку концепції, проєктування, впровадження та комерціалізацію сімейства суперкомп'ютерів «Connection Machine» Оригінальний текст (англ.) [For his basic research on data parallel algorithms and for the conception, design, implementation and commercialization of the Connection Machine] Помилка: [undefined] Помилка: {{Lang}}: немає тексту (допомога): не вказано код мови (допомога) |
| 1990 | Річард Столмен                          | За новаторську роботу з розробки масштабованого редактора Emacs/EMACS (Editor MACroS) Оригінальний текст (англ.) [For pioneering work in the development of the extensible editor EMACS (Editing Macros)] Помилка: [undefined] Помилка: {{Lang}}: немає тексту (допомога): не вказано код мови (допомога) |
| 1991 | Сюй Фенсюн                              | За внесок в архітектуру та алгоритми для шахових машин. Результатом його роботи привели створення шахової машини «Deep Thought», яка стала першим шаховим комп'ютером, який переміг гросмейстерів у турнірній грі та отримав сертифікований рейтинг рівня гросмейстера Оригінальний текст (англ.) [For contributions in architecture and algorithms for chess machines. His work led to the creation of the Deep Thought Chess Machine, which led to the first chess playing computer to defeat Grandmasters in tournament play and the first to achieve a certified Grandmaster level rating.] Помилка: [undefined] Помилка: {{Lang}}: немає тексту (допомога): не вказано код мови (допомога) |
| 1992 | не присуджували                         | не присуджували |
| 1993 | Б'ярн Страуструп                        | Для його ранні роботи, що заклали основи мови програмування C++. Спираючись на основи та постійні зусилля доктора Струструпа, C++ став однією з найвпливовіших мов програмування в історії обчислень Оригінальний текст (англ.) [For his early work laying the foundations for the C++ programming language. Based on the foundations and Dr. Stroustrup's continuing efforts, C++ has become one of the most influential programming languages in the history of computing.] Помилка: [undefined] Помилка: {{Lang}}: немає тексту (допомога): не вказано код мови (допомога) |
| 1994 | не присуджували                         | не присуджували |
| 1995 | не присуджували                         | не присуджували |
| 1996 | Шафі Голдвассер                         | За її ранню роботу, що стосується обчислень, випадковості, підтвердження знань та доказів, яка сформувала основи теорії ймовірнісних обчислень, обчислювальної теорії чисел та криптографії. Оригінальний текст (англ.) [For her early work relating computation, randomness, knowledge committee and proofs, which has shaped the foundations of probabilistic computation theory, computational number theory, and cryptography.] Помилка: [undefined] Помилка: {{Lang}}: немає тексту (допомога): не вказано код мови (допомога) |
| 1997 | не присуджували                         | не присуджували |
| 1998 | не присуджували                         | не присуджували |
| 1999 | Хоу Веньмей                             | За розробку та впровадження компілятора IMPACT, що широко використовується як мікропроцесорною галуззю як базовий рівень для розробки продукту, так і науковими колами як основа для вдосконалених досліджень та розробок в архітектурі комп'ютерів і проєктуванні компіляторів Оригінальний текст (англ.) [For the design and implementation of the IMPACT compiler infrastructure which has been used extensively both by the microprocessor industry as a baseline for product development and by academia as a basis for advanced research and development in computer architecture and compiler design] Помилка: [undefined] Помилка: {{Lang}}: немає тексту (допомога): не вказано код мови (допомога) |
| 2000 | Лідія Кавракі                           | За її основоположну роботу над ймовірнісним підходом, яка спричинила зсув парадигми у галузі планування шляхів і знайшла багато застосувань у роботах, виробництві, нанотехнологіях та обчислювальній біології Оригінальний текст (англ.) [For her seminal work on the probabilistic roadmap approach which has caused a paradigm shift in the area of path planning, and has many applications in robotics, manufacturing, nanotechnology and computational biology.] Помилка: [undefined] Помилка: {{Lang}}: немає тексту (допомога): не вказано код мови (допомога) |
| 2001 | Джордж Некула                           | За його основоположну роботу над концепцією і реалізацією коду перевірки переносу, яка суттєво вплинула на галузь мов програмування і компіляторів та дала новий напрям у застосуваннях теореми, що доводять правильність програми, таких як безпека мобільного коду і компонентне програмне забезпечення Оригінальний текст (англ.) [For his seminal work on the concept and implementation of Proof Carrying Code, which has had a great impact on the field of programming languages and compilers and has given a new direction to applications of theorem proving to program correctness, such as safety of mobile code and component-based software.] Помилка: [undefined] Помилка: {{Lang}}: немає тексту (допомога): не вказано код мови (допомога) |
| 2002 | Рамакрішнан Срікант                     | За основоположну роботу над правилами асоціації майнінгу, яка привела до того, що ці правила асоціації стали ключовим інструментом інтелектуального аналізу даних, а також складовою частиною основного курсу навчання базам даних та курсів інтелектуального аналізу даних Оригінальний текст (англ.) [For his seminal work on mining association rules, which has led to association rules becoming a key data mining tool as well as part of the core syllabus in database and data mining courses.] Помилка: [undefined] Помилка: {{Lang}}: немає тексту (допомога): не вказано код мови (допомога) |
| 2003 | Стівен Кеклер                           | За новаторський аналіз технологій масштабування для високопродуктивних процесорів, що пролив нове світло на методи, спрямовані на підтримання тенденцій зростання продуктивності у комп'ютерній архітектурі, та на методики проєктування майбутніх високопродуктивних процесорів і систем Оригінальний текст (англ.) [For ground-breaking analysis of technology scaling for high-performance processors that sheds new light on the methods required to maintain performance improvement trends in computer architecture, and on the design implications for future high-performance processors and systems] Помилка: [undefined] Помилка: {{Lang}}: немає тексту (допомога): не вказано код мови (допомога) |
| 2004 | Дженніфер Рексфорд                      | За створення моделей, алгоритмів та розвиток систем, які забезпечують стабільну та ефективну маршрутизацію в Інтернеті без застосування глобальної координації Оригінальний текст (англ.) [For models, algorithms, and deployed systems that assure stable and efficient Internet routing without global coordination] Помилка: [undefined] Помилка: {{Lang}}: немає тексту (допомога): не вказано код мови (допомога) |
| 2005 | Омер Рейнгольд                          | За роботу щодо пошуку означеного логарифмічно-просторового алгоритму для ST-зв'язності в неорієнтованих графах Оригінальний текст (англ.) [For his work in finding a deterministic logarithmic-space algorithm for ST-connectivity in undirected graphs] Помилка: [undefined] Помилка: {{Lang}}: немає тексту (допомога): не вказано код мови (допомога) |
| 2006 | Даніель Кляйн                           | За проєктування системи, здатної вивчити якісну граматику англійської мови безпосередньо з тексту Оригінальний текст (англ.) [For the design of a system capable of learning a high-quality grammar for English directly from text] Помилка: [undefined] Помилка: {{Lang}}: немає тексту (допомога): не вказано код мови (допомога) |
| 2007 | Верн Пакссон                            | За його роботу у вимірюванні та характеризуванні Інтернету Оригінальний текст (англ.) [For his work in measuring and characterizing the Internet] Помилка: [undefined] Помилка: {{Lang}}: немає тексту (допомога): не вказано код мови (допомога) |
| 2008 | Доусон Енглер                           | За новаторську роботу з автоматизованої перевірки програм та пошуку помилок Оригінальний текст (англ.) [For his ground-breaking work on automated program checking and bug-finding] Помилка: [undefined] Помилка: {{Lang}}: немає тексту (допомога): не вказано код мови (допомога) |
| 2009 | Тім Роуґарден                           | За дослідження, що поєднує інформатику та теорію ігор для аналізу мережевої маршрутизації між зацікавленими сторонами Оригінальний текст (англ.) [For his research combining computer science and game theory to analyze network routing among self-interested parties.] Помилка: [undefined] Помилка: {{Lang}}: немає тексту (допомога): не вказано код мови (допомога) |
| 2010 | Крейг Джентрі                           | За його прорив у побудові повністю гомоморфної схеми шифрування, що дозволяє проводити довільні обчислення на зашифрованих даних без розшифрування даних Оригінальний текст (англ.) [For his breakthrough construction of a fully homomorphic encryption scheme, enabling arbitrary computations to be performed on encrypted data without the data being decrypted] Помилка: [undefined] Помилка: {{Lang}}: немає тексту (допомога): не вказано код мови (допомога) |
| 2011 | Луїс фон Ан                             | За дослідження щодо використання людської сторони взаємодії людина-комп'ютер для обчислювальних цілей Оригінальний текст (англ.) [For his research in harnessing the human side of human-computer interaction for computational goals] Помилка: [undefined] Помилка: {{Lang}}: немає тексту (допомога): не вказано код мови (допомога) |
| 2012 | Діна Катабі                             | За її вагомий внесок у теорію та практику управління мережевим перевантаженням та розподілом смуги пропускання Оригінальний текст (англ.) [For her seminal contributions to the theory and practice of network congestion control and bandwidth allocation] Помилка: [undefined] Помилка: {{Lang}}: немає тексту (допомога): не вказано код мови (допомога) |
| 2012 | Мартін Касадо                           | За створення та просування Software Defined Networking (SDN), нової парадигми у дослідженні та використанні комп'ютерних мереж, яка забезпечує програмну альтернативу апаратним мережевим компонентам Оригінальний текст (англ.) [For his work creating the movement of Software Defined Networking (SDN), a new paradigm in the research and practice of computer networking that provides a software alternative to hardware-based network components] Помилка: [undefined] Помилка: {{Lang}}: немає тексту (допомога): не вказано код мови (допомога) |
| 2013 | Педро Феліпе Фельценсвальб              | За технічний внесок у розв'язання проблеми виявлення об'єктів у зображеннях, який зробив дуже великий вплив у сферах комп'ютерного зору та машинного навчання Оригінальний текст (англ.) [For technical contributions to the problem of object detection in images which have had very high impact in the fields of computer vision and machine learning] Помилка: [undefined] Помилка: {{Lang}}: немає тексту (допомога): не вказано код мови (допомога) |
| 2014 | Сильвія Ратсанамі                       | За її оригінальні роботи над розподіленими хеш-таблицями, фундаментальний внесок у розробку крупномасштабних розподілених і децентралізованих обчислювальних систем Оригінальний текст (англ.) [For her seminal work on distributed hash tables, a fundamental contribution to the design of large-scale distributed and decentralized computing systems.] Помилка: [undefined] Помилка: {{Lang}}: немає тексту (допомога): не вказано код мови (допомога) |
| 2015 | Брент Вотерз                            | За впровадження та розвиток концепцій шифрування на основі атрибутів та функціонального шифрування Оригінальний текст (англ.) [For the introduction and development of the concepts of Attribute-Based Encryption and Functional Encryption] Помилка: [undefined] Помилка: {{Lang}}: немає тексту (допомога): не вказано код мови (допомога) |
| 2016 | Джеффрі Гір                             | За розробку мов візуалізації, які кардинально змінили спосіб побудови та взаємодії людей із діаграмами та графіками через Всесвітнє павутиння Оригінальний текст (англ.) [For developing visualization languages that have fundamentally changed the way people build and interact with charts and graphs across the Web] Помилка: [undefined] Помилка: {{Lang}}: немає тексту (допомога): не вказано код мови (допомога) |
| 2017 | Аманда Рандлз                           | За розробку коду HARVEY для цілісної симуляції кровообігу, який дозволяє моделювати всю артеріальну систему людини на субклітинному рівні та сприяє відкриттям, які послужать основою для вдосконалення діагностування, профілактики та лікування захворювань людини Оригінальний текст (англ.) [For developing HARVEY, a massively parallel circulatory simulation code capable of modeling the full human arterial system at subcellular resolution and fostering discoveries that will serve as a basis for improving the diagnosis, prevention, and treatment of human diseases] Помилка: [undefined] Помилка: {{Lang}}: немає тексту (допомога): не вказано код мови (допомога) |
| 2018 | Константінос Даскалакіс Майкл Фрідман   | За внесок у надійні розподілені системи для сучасної хмари Оригінальний текст (англ.) [For contributions to robust distributed systems for the modern cloud] Помилка: [undefined] Помилка: {{Lang}}: немає тексту (допомога): не вказано код мови (допомога) |
| 2019 | Марія-Флоріна Балкан                    | За фундаментальний та проривний внесок у мінімально контрольоване навчання Оригінальний текст (англ.) [For foundational and breakthrough contributions to minimally-supervised learning] Помилка: [undefined] Помилка: {{Lang}}: немає тексту (допомога): не вказано код мови (допомога) |